# رضا رحمانی
رضا رحمانی (زاده ۱۳۴۵ تبریز) سیاستمدار ایرانی است که از آذر ۱۴۰۳ به‌عنوان استاندار آذربایجان غربی در دولت چهاردهم فعالیت می‌کند. وی در دولت دوازدهم از سال ۱۳۹۷ تا ۱۳۹۹ به‌عنوان وزیر صنعت، معدن و تجارت فعالیت می‌کرد و در تاریخ ۲۲ اردیبهشت ۱۳۹۹ از سمت خود برکنار شد.
وی دانش‌آموخته کارشناسی حقوق از دانشگاه آزاد اسلامی تبریز، کارشناسی ارشد مدیریت دولتی از سازمان مدیریت صنعتی و دکترای مدیریت از دانشگاه صنایع و معادن است. رحمانی فعالیت شغلی خود را از حوزه هشت بسیجِ تبریز آغاز کرد. در ادوار هفتم، هشتم و نهم مجلس شورای اسلامی به‌عنوان نماینده تبریز در مجلس حضور داشت و در دوره نهم نیز ریاست کمیسیون صنایع و معادن مجلس شورای اسلامی را برعهده داشت.

## استاندار آذربایجان غربی
رضا رحمانی در ۱۴ آذر ۱۴۰۳ و در جلسه هیئت دولت به‌عنوان استاندار آذربایجان غربی انتخاب شد.

## قائم مقامی وزارت صمت و سپس وزارت صمت
او در فاصله سال‌های ۱۳۹۵ تا ۱۳۹۷ قائم‌مقام وزیر صنعت، معدن و تجارت در امور تولید بود و سپس به عنوان وزیر این وزارت‌خانه معرفی شد و تا اردیبهشت سال ۱۳۹۹ در این سمت خدمت کرد. وی در ششمین همایش ملی مدیریت جهادی کشور در سال ۱۳۹۸ نشان ملی مدیریت جهادی کشور را دریافت نمود.
رضا رحمانی در فروردین ماه ۱۳۹۷ قائم‌مقام وزیر صنعت، معدن و تجارت بود که بحران ارزی و سیاست تخصیص دلار ۴۲۰۰ تومانی شروع شد و بلافاصله مهدی غضنفری، وزیر سابق صنعت، معدن و تجارت و همچنین بازرگانی سابق پیشنهاد در میان گذاشتن تجارب دوره‌های قبل بحران ارزی و راهکارهای جلوگیری از صدمات چند نرخی ارزی ایجاد شده به فعالان حوزه صنعت، معدن و تجارت کشور و جلوگیری از فساد با رانت‌های ایجاد شده می‌شود، ولی رحمانی بعد از موافقت اولیه حاضر به همکاری و انتقال تجربیان برای جلوگیری از لطمات چند نرخی ارزی به این بخش نمی‌شود و بعد از مدتی ثبت سفارش تخصیص ارز با این نرخ در وزارت صنعت، معدن و تجارت موجب تخصیص بی حساب ده‌ها میلیارد دلار ۴۲۰۰ تومانی به متقاضیان بیش از نیاز معمول و واقعی بخش صنعت و معدن، احتکار کالاها در کارخانه‌ها و نایاب شدن بسیاری از کالاها مثل مواد شوینده، روغن خوراکی، پوشک، برنج وارداتی، لاستیک خودرو و … و در ادامه وزارت صمت بخشنامه‌های مختلف ممنوعیت ترخیص کالاهای وارد شده به گمرکات کشور ابلاغ می‌کند که اولین آن در خردادماه سال ۹۷ بود که وزارت صمت به اولویت بندی کالاهای وارداتی پرداخت و با تأیید دولت ورود ۱۳۳۹ قلم کالا به کشور ممنوع شد. بحران رسوب کالاها در گمرک‌ها و حتی در مقاطعی بی تمایلی بسیاری از وارد کنندگان به ترخیص کالاهای وارداتی پیش می‌آید.
رضا رحمانی پنجم آبان ماه ۹۷ با ۲۰۳ رای موافق مجلس دهم به عنوان وزیر صنعت، معدن و تجارت کار خود را آغاز کرد. در ۱۹ ماه فعالیت او اما انتظاراتی که دولت و جامعه داشتند برآورده نشد. علی‌رغم اینکه او میراث‌دار سیاست چند نرخی ارزی و اثرات منفی وسیع آن بر صنعت و تجارت کشور، تشدید تحریم‌های خارجی و اشتباهات همتای سابق خود در محدود کردن تجارت و قیمت گذاری کالاها در شرایط تشدید تحریم (خودتحریمی) بود، با اینحال اقدامات خود رحمانی نیز در این دوره در اجرای برنامه مصوب ستادهای مختلف دولت در حوزه اقتصادی چندان قابل قبول و توجه نبوده است.